# Stad
Stad è un comune norvegese della contea di Vestland.